# Adelphobates
Adelphobates är ett släkte av groddjur som ingår i familjen pilgiftsgrodor.
Släktets medlemmar förekommer i centrala och västra Amazonområdet i Brasilien och Peru.
Arter enligt Catalogue of Life, utbredning enligt IUCN:
- Adelphobates castaneoticus, lever i brasilianska delstaten Pará.
- Adelphobates galactonotus, i delstaterna Pará, Maranhão och Tocantins.
- Adelphobates quinquevittatus, i västra Brasilien och Peru.

## Bildgalleri

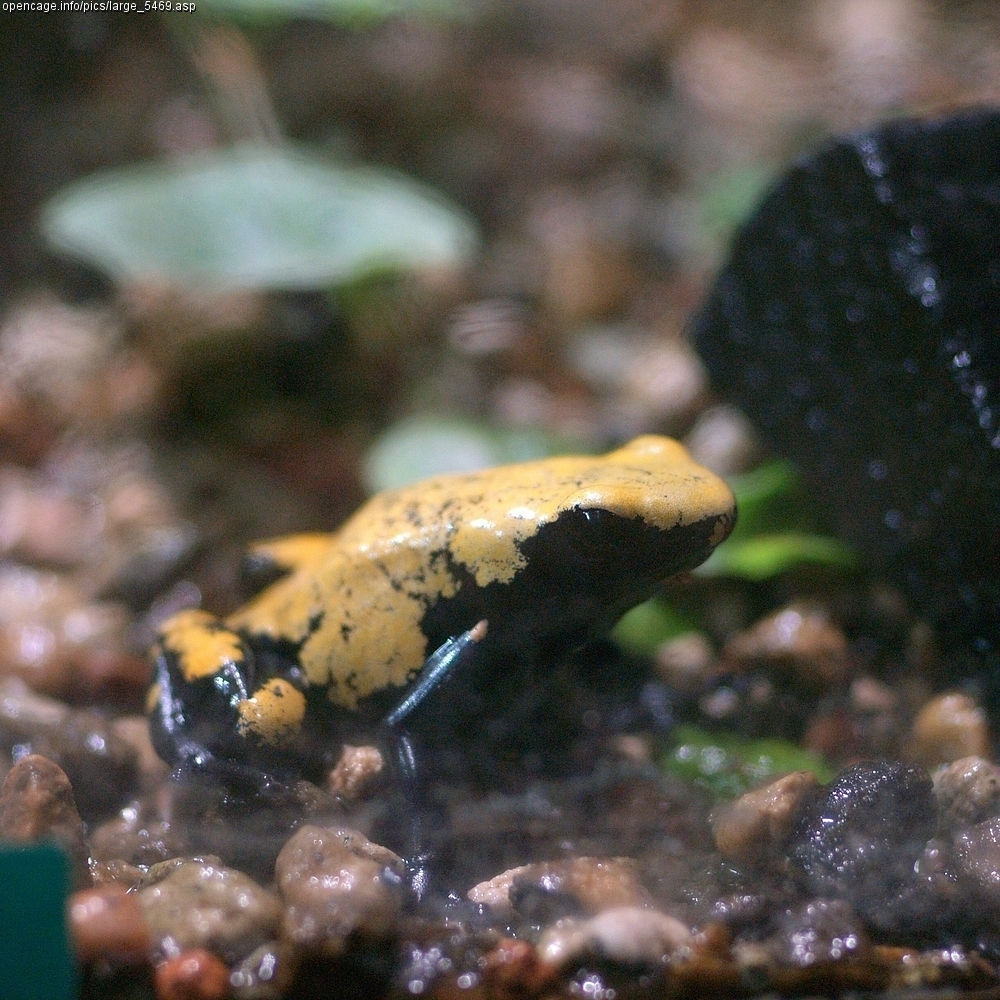